# Ipolytarnóc
Ipolytarnóc (en slovaque : Ipeľský Trnovec) est un village et une commune du comitat de Nógrád en Hongrie.